# Марія Анна Зульцбаська
Марія Анна Зульцбаська, ім'я при народженні Марія Анна Йозефа Шарлотта Амалія Пфальц-Зульцбаська (нім. Maria Anna Josepha Charlotte Amalie von Pfalz-Sulzbach, 22 червня 1722—25 квітня 1790) — пфальцграфиня Зульцбаська, після одруження — принцеса Баварії, донька пфальцграфа Зульцбаського Йозефа Карла та Єлизавети Августи Нойбурзької, дружина Клеменса Франца Баварського.

## Біографія
Марія Анна народилася у Шветцінґені 22 червня 1722 року. Вона була третьою донькою і четвертою дитиною в родині пфальцграфа Зульцбаського Йозефа Карла та його дружини Єлизавети Нойбурзької. Марія Анна мала старшого брата Карла Філіпа та сестру Єлизавету Августу. Ще одна сестра, Марія Інноченца, померла відразу після народження у 1719 році. Карл Філіп також невдовзі помер. Натомість так само назвали ще одного сина, що з'явився у 1725 році. Також в родині народилася донька Марія Франциска.
Єлизавета Нойбурзька померла пологами 1728 року. Марії Анні тоді було п'ять з половиною років. Наступного року пішов з життя і батько. Дитячі роки дівчинки пройшли про дворі її діда, а після 1732 року — дядька Йоганна Крістіана.
Марії Анні виповнилося дев'ятнадцять, коли вона вийшла заміж за герцога Клеменса Франца Баварського. Весілля влаштували подвійне. 17 січня 1742 року в Мангаймі відбулася церемонія вінчання Марії Анни з Клеменса Франца та її сестри Єлизавети Августи із кузеном Карлом Теодором.
У Марії Анни та Клеменса народилося кілька дітей. Всі вони померли у ранньому віці. Марія Анна була живою та розумною жінкою. Поруч з нею Клеменс міг виглядати дивакувато. З молодих років принцеса славилася здібністю до дипломатичних інтриг.
Із чоловіком вона прожила 28 років до його смерті у 1770 році.
10 червня 1780 року Марія Анна таємно взяла морганатичний шлюб із своїм скарбником Андреасом Андре. В останні роки життя вона прославилася своєю набожністю та благодійництвом.
Після нетривалої хвороби герцогиня померла 25 квітня 1790 року у Мюнхені. Там же і була похована.

## Родина
Чоловік — Клеменс Франц Баварський
Діти (усі діти померли у ранньому віці):
- Марія (25[5] або 30 вересня 1748)[6][7]
- син (28 січня 1753)[8][9]
- Марія Анна (31 травня 1754)[10][11]
- син (23 червня 1755)[12][6]

Інколи вказують також ще одну чи двох доньок, одна з яких, можливо, народилася 25 червня 1756 року.
Чоловік — Андреас Андре
Дітей не було